# Сен-Жак, Давид
Давид Сен-Жак (фр. David Saint-Jacques; род. 6 января 1970 года, Квебек, Квебек, Канада) — астронавт Канадского космического агентства, зачислен в состав экипажа Союз МС-11 и МКС-58.
3 декабря 2018 года в составе экипажа ТПК «Союз МС-11» стартовал с «Гагаринского старта» космодрома Байконур к МКС, в качестве бортинженера по программе МКС-57, МКС-58/59. Вернулся на Землю 25 июня 2019 года. Продолжительность полёта составила 203 суток 15 часов 15 минут 58 секунд. Совершил один выход в открытый космос продолжительностью 6 часов 15 минут.

## Биография
Родился 6 января 1970 года в Квебеке в провинции Квебек, вырос в городе Сан-Ламбер той же провинции.
В 1993 году в Политехническом институте Монреаля (École polytechnique de Montréal) получил степень бакалавра технических наук в области физики. В 1998 году в Кембриджском университете получил степень доктора философии (Ph.D.) в области астрофизики. В 2005 году в Университете Лаваля получил степень доктора медицины. В 2007 году окончил ординатуру в области семейной медицины в Университета Макгилла.
В 1999—2001 годах принимал участие в разработке и использовании инфракрасного интерферометра (Mitaka Infrared Interferometer) в Японии и адаптивной оптической системы (Adaptive Optics System) для японского телескопа Субару, расположенного на Мауна-Кеа на Гавайях.
К моменту проведения набора (2008 год) работал врачом медицинского центра (Inuulitsivik Health Centre) в Пувирнитуке — поселении эскимосов на побережье Гудзонского залива в Северном Квебеке.
Кроме того работает лектором медицинского факультета Университета Макгилла.

## Космическая подготовка
Во время проведения третьего набора канадских астронавтов 16 марта 2009 года был назван одним из 16 финалистов. 13 мая 2009 года был зачислен в отряд астронавтов. Прошёл подготовку вместе с астронавтами 20 набора НАСА. 8 сентября 2011 года Канадское космическое агентство сообщило об окончании его подготовки и о получении им квалификации астронавта. После окончания подготовки получил назначение в Отделение робототехники (Robotics Branch) Отдела астронавтов (Astronaut Office) Космического центра им. Джонсона, где принимал участие в операциях с европейским манипулятором ERA на МКС.
15 сентября 2011 года было объявлено о его включении в экипаж NEEMO 15 (NASA Extreme Environment Mission Operations), во время которого в подводной лаборатории Aquarius, находящейся на глубине 19 метров и на расстоянии 5,6 км от побережья Ки Ларго во Флориде, предполагалось отрабатываться пилотируемый полёт на астероид. 21 октября 2011 года Сен-Жак и его товарищи по команде официально стали акванавтами, проведя более 24 часов под водой. Миссия была прервана 26 октября из-за приближения урагана Рина.
В 2012 году прошёл курс обучения по российскому сегменту МКС в качестве пользователя. 26 июля 2012 года получил сертификат об успешном окончании программы обучения по системам ТПК «Союз», что дает право продолжать подготовку к космическому полету в качестве бортинженера-2 корабля «Союз».
С 18 по 22 января 2016 года в Центре европейских астронавтов (European Astronaut Centre) в Кёльне вместе с Джереми Хансеном прошёл практическую подготовку к работе с оборудованием европейского модуля МКС Коламбус.
16 мая 2016 года Канадское космическое агентство объявило, что он включён в экипаж 58/59 экспедиции на МКС, которая стартует в ноябре 2018 года на корабле «Союз МС-11». 30 ноября 2017 года решением Межведомственной комиссии (МВК) утверждён в качестве бортинженера-1 дублирующего экипажа корабля «Союз МС-09» и основного экипажа корабля «Союз МС-11».

## Космический полёт
3 декабря 2018 года в 14:31 мск Давид Сен-Жак в составе экипажа ТПК «Союз МС-11» стартовал с «Гагаринского старта» космодрома Байконур к МКС. Корабль пристыковался к МКС в 20:33 (мск), полёт проходил 6 часов по короткой четырёхвитковой схеме.
8 апреля 2019 года Давид Сен-Жак и астронавт Энн Макклейн совершили выход в открытый космос для продолжения работ по усовершенствованию системы энергопитания на МКС. Они установили адаптер на секции аккумуляторов, где одна из новых литий-ионных батарей вышла из строя, а также осуществили подключение устройства для подзарядки аккумуляторов. Кроме того, они проложили резервный кабель питания для 17-метрового дистанционного манипулятора Канадарм2 и установили на корпусе американского модуля аппаратуру для расширения возможности беспроводной связи. Сен-Жак также провел фотографирование участков корпуса европейского модуля Columbus, где будут установлены фиксаторы для крепления технической платформы. Выход в открытый космос продолжался более 6 часов.
25 июня 2019 года в 05:48 мск спускаемый аппарат с космонавтом Роскосмосa Олегом Кононенко, астронавтами Энн Макклейн (НАСА) и Давидом Сен-Жаком (ККА) совершил посадку в Казахстане в 148 км юго-восточнее города Жезказган. Самочувствие вернувшихся на Землю членов экипажа хорошее. Продолжительность пребывания в космическом полёте экипажа длительной экспедиции МКС-58/59 составила более 203 суток.
Статистика
| # | Стартовый корабль | Старт, UTC        | Экспедиция                    | Корабль посадки | Посадка, UTC         | Налёт                                 | Выходы в открытый космос | Время в открытом космосе |
| - | ----------------- | ----------------- | ----------------------------- | --------------- | -------------------- | ------------------------------------- | ------------------------ | ------------------------ |
| 1 | Союз МС-11        | 03.12.2018, 11:31 | Союз МС-11, МКС-57, МКС-58/59 | Союз МС-11      | 25.06.2019, 02:47:50 | 203 суток 15 часов 15 минут 58 секунд | 1                        | 6 часов 15 минут         |

## Увлечения
Путешествия, велоспорт, лыжи и парусный спорт. Радиолюбитель с позывным KG5FYI.